# Władysław Grabski
Władysław Dominik Grabski (7 de julho de 1874-1 de março de  1938) economista, historiador e político, foi primeiro-ministro da Polônia em duas ocasiões: em 1920 e entre 1923 e 1925. Ele propôs a reforma monetária da Segunda República da Polônia. Seu irmão Stanisław Grabski também era economista e político.
Grabski nasceu em Borovo, parte de Gmina Bielawy, Polônia (então parte do Império Russo. Estudou Ciências Políticas em Paris e história na Universidade de Sorbonne.
Está sepultado no Cemitério de Powązki em Varsóvia.